# 広島高等裁判所松江支部
広島高等裁判所松江支部（ひろしまこうとうさいばんしょまつえしぶ）は、島根県松江市にある広島高等裁判所の支部。略称は、広島高裁松江支部（ひろしまこうさいまつえしぶ）。

## 所在地
- 島根県松江市母衣町68

松江地方裁判所、松江家庭裁判所、松江簡易裁判所が同居している。

## 沿革
- 1948年（昭和23年）3月1日 - 高等裁判所支部設置規則の施行により設置[1]。
- 1948年（昭和23年）10月30日 - 開庁。
- 1959年（昭和34年） - 法廷棟が完成。
- 1961年（昭和36年） - 事務棟が完成。
- 2014年（平成26年） - 鉄筋4階建て（地下1階）の新庁舎が完成。
- 2018年（平成30年） - 松江地裁浜田・益田両支部管内を本庁直轄から移行

## 管轄
広島高等裁判所が管轄する事件のうち、以下の地域の控訴事件等を取り扱う。
- 島根県全域
- 鳥取県全域

なお、2018年頃まで島根県西部（松江地裁浜田・益田両支部管内）は本庁直轄だった。

## 歴代支部長
任期の後ろは後職
- 森加重登（1948年10月1日 - 1949年4月9日 広島家裁所長）
- 平井林（1949年4月26日 - 1955年3月31日 依願免官）
- 岡田建治（1955年4月1日 -1957年3月25日 広島高裁部総括判事）
- 三宅芳郎（1957年3月25日 - 1960年12月31日 広島高裁部総括判事）
- 高橋英明（1960年12月31日 - 1965年8月1日 広島高裁部総括判事）
- 幸田輝治（1965年8月1日 - 1967年6月1日 広島高裁部総括判事）
- 福地寿三（1967年6月1日 - 1969年4月1日 山口地裁萩支部）
- 牛尾守三（1969年4月1日 - 1971年2月12日 松江地家裁所長）
- 西俣信比古（1971年2月12日 - 1973年1月16日 松江地家裁所長）
- 熊佐義里（1973年1月16日 - 1974年11月9日 山口家裁所長）
- 干場義秋（1974年11月9日 - 1976年11月22日 広島高裁部総括判事）
- 竹村壽（1976年11月22日 - 1978年4月1日 広島高裁部総括判事）
- 藤原吉備彦（1978年4月1日 - 1983年4月1日 依願免官）
- 田邊博介（1983年4月1日 - 1985年9月10日 山口地裁所長）
- 古市清（1985年9月14日 - 1987年12月5日 松山家裁所長）
- 広岡保（1987年12月5日 - 1990年4月1日 岡山家裁所長）
- 角谷三千夫（1990年4月1日 - 1993年7月5日 山口家裁所長）
- 長谷喜仁（1993年7月5日 - 1995年11月17日 高松家裁所長）
- 林泰民（1995年11月17日 - 1998年3月31日 依願免官）
- 角田進（1998年4月 - 1999年11月 鳥取地家裁所長）
- 前川豪志（1999年11月 - 2001年5月 定年退官）
- 宮本定雄（2001年5月 - 2003年8月 定年退官）
- 廣田聰（2003年8月 - 2004年12月 山口地裁所長）
- 赤西芳文（2004年12月 - 2007年1月 神戸家裁所長）
- 古川行男（2007年1月 - 2010年6月 山口地裁所長）
- 中野信也（2010年6月 - 2012年8月 定年退官）
- 塚本伊平（2012年8月 - 2016年4月 定年退官）
- 栂村明剛（2016年4月 - 2018年11月 定年退官）
- 金子直史（2018年11月 - 2021年1月 広島高裁部総括判事）
- 久保田浩史（2021年1月 - 2022年5月 福岡高裁部総括判事）
- 松谷佳樹（2022年5月 - ）